# Lou Scheimer
Lou Scheimer (né le 19 octobre 1928 à Pittsburgh, et mort le 17 octobre 2013) est un producteur et acteur américain.

## Filmographie

### Télévision

#### Producteur
- 1967 : The Superman/Aquaman Hour of Adventure (série)
- 1968 : The Archie Show (série)
- 1968 : The Batman/Superman Hour (série)
- 1968 : Fantastic Voyage (série)
- 1969 : The Hardy Boys (série)
- 1969 : Les Aventures de Batman (série)
- 1969 : Archie and His New Friends
- 1970 : Jerry Lewis (série)
- 1970 : Sabrina and the Groovie Goolies (série)
- 1970 : Archie's Fun House (série)
- 1972 : The Brady Kids (série)
- 1972 : T'as l'bonjour d'Albert ("Fat Albert and the Cosby Kids") (série)
- 1973 : Lassie (série)
- 1973 : Star Trek (série)
- 1973 : My Favorite Martians (série)
- 1974 : U.S. of Archie (série)
- 1974 : The New Adventures of Gilligan (série)
- 1974 : Shazam! (série)
- 1975 : The Ghost Busters (série)
- 1975 : Waldo Kitty (série)
- 1975 : Isis (série)
- 1976 : Tarzan, seigneur de la jungle (série)
- 1976 : Ark II (série)
- 1977 : Space Academy (série)
- 1977 : Space Sentinels (série)
- 1977 : The Fat Albert Christmas Special
- 1978 : Archie's Bang-Shang Lalapalooza Show (série)
- 1979 : Les Nouvelles Aventures de Flash Gordon (série)
- 1979 : The New Adventures of Mighty Mouse and Heckle and Jeckle (série)
- 1979 : Jason of Star Command (série)
- 1980 : The Tarzan/Lone Ranger Adventure Hour (série)
- 1981 : Blackstar (série)
- 1982 : Flash Gordon: The Greatest Adventure of All
- 1983 : Les Maîtres de l'univers (série)
- 1985 : Les Maîtres de l'univers : La Revanche de Skeletor
- 1985 : She-Ra, la princesse du pouvoir (série)
- 1986 : Ghostbusters (série)
- 1987 : Bravestarr (série)

#### Acteur
- 1973 : Star Trek (série) (voix)
- 1977 : Les Nouvelles Aventures de Batman (série) : Bat-Mite / Bat-Computer / Clayface (voix)
- 1977 : Space Sentinels (série) : M.O. (Maintenance Operator)
- 1978 : Tarzan and the Super 7 (série) : Bat-Mite / Bat-Computer / Clayface (voix)
- 1980 : New Adventures of Tom and Jerry (série) : Slick Wolf / Barney Bear / Divers autres personnages (voix)
- 1972 : T'as l'bonjour d'Albert ("Fat Albert and the Cosby Kids") (série) : Dumb Donald / Stinger / Legal Eagle (1984) (voix)
- 1985 : Les Maîtres de l'univers : La Revanche de Skeletor : Orko, King Randor, Spikor, Two-Bad, Modulok, Kowl (voix)
- 1985 : She-Ra, la princesse du pouvoir (série) : Kowl / Mantenna / Leech / Light Hope / Spirit / Swift Wind / Horde Trooper / Loo-Kee (voix)
- 1986 : SOS Fantômes (Ghostbusters) (série) : Tracy (voix)

### Cinéma

#### Producteur
- 1974 : Oliver Twist
- 1974 : Journey Back to Oz
- 1982 : Mighty Mouse in the Great Space Chase
- 1985 : Les Maîtres de l'univers : Le Secret de l'épée
- 1987 : Pinocchio and the Emperor of the Night
- 1988 : Bravestarr
- 1993 : Blanche-Neige et le Château hanté

#### Acteur
- 1985 : Les Maîtres de l'univers : Le Secret de l'épée : Roi Randor / Tigre de combat / Spirit / Swift-Wind / Kowl / Mantenna / Horde Trooper / Kobra Khan / Trap-Jaw / Tri-Klops (voix)